# Деревний кенгуру ведмежий
Деревний кенгуру ведмежий (лат. Dendrolagus ursinus) — вид родини Кенгурових. Етимологія: лат. ursinus — «ведмедеподібний». Цей вид є ендеміком острова Нова Гвінея, де обмежується півостровом Воґелкоп і, можливо, Фафа. Це рідкісний вид, який обмежується у першу чергу незаселеними частинами ареалу. В останні 60—70 років втратив дуже значну частину територій проживання. Живе у гірських тропічних лісах, хоча історично жив у рівнинних лісах. Діапазон поширення за висотою: 1000—2000 м над рівнем моря, але є історичні записи проживання близько рівня моря. Деревний кенгуру ведмежий чорнуватий, коричнюватий чи сірий на верхніх частинах тіла, білий чи жовто-бурий знизу.

## Загрози та охорона
Цей вид перебуває під загрозою через полювання місцевого населення задля їжі та втрату середовища проживання, спричинене перетворенням лісів у сільськогосподарські угіддя. Проживає в одному охоронюваному районі.